# Ipixuna (escola de samba)
O Grêmio Recreativo Escola de Samba Ipixuna é uma escola de samba de Manaus, no Amazonas. Anteriormente chamava-se G.R.E.S. Mocidade de Ipixuna, mas o termo "Mocidade" foi suprimido pela Diretoria em 2000.

## História
A agremiação foi criada como "Mocidade Dependente do Bêco Ipixuna", então um bloco carnavalesco, no quadrilátero compreendido entre as ruas Ipixuna, Ramos Ferreira, Major Gabriel e Joaquim Nabuco, na região do Centro Histórico de Manaus, que englobava mais de uma dezena de becos, dentre os quais se destacavam: Betel e Ipixuna, além dos adjacentes Bêco da Marreca e Buraco do Pinto. Posteriormente a região se tornou um dos conjuntos habitacionais do projeto PROSAMIM I.
Seus fundadores a princípio só queriam brincar descompromissadamente o Carnaval, mas devido ao sucesso obtido em seu primeiro ano, transformou-se em 1984 em escola de samba do 2º Grupo, sendo bi-campeã em 1984 e 1985. Em 1986 a entidade tornou-se escola de samba do grupo principal, alterando sua denominação para a atual para Mocidade Independente do Beco Ipixuna, e desfilando com o tema: "O Filho da Terra", uma homenagem ao político amazonense Amazonino Mendes.
Em 1989 a Ipixuna chegou ao terceiro lugar geral do grupo principal das escolas de samba de Manaus. A verde e branco do Beco Ipixuna fez seu último desfile na Avenida Djalma Batista em 1990 com o enredo: "Verde que te quero ver-te". Afastou-se do carnaval entre 1991 e 1994, retornando em 1995. Desde então, nunca mais retornou à primeira divisão. Em 1995 seu enredo era uma homenagem ao povo Ianomami. Terminou o desfile na 7.ª colocação e, junto com a Primos da Ilha, desceram para o recém-criado Grupo de Acesso, denominado Grupo 1.
Em 1999 não houve desfile "oficial" do Acesso. Em 2000, apresentando o enredo "500 anos de Brasil, a história da Imigração", seu samba, de Daniel Sales, Aor Amorim e Bosco das Letras, foi divulgado em São Paulo pelo Carnavalesco Luizinho Vanucci, sendo considerado um dos melhores daquele ano. Já em 2001, abordou em seu desfile o bairro de São Raimundo, dos mesmos compositores, aproveitando também para homenagear o santo e do clube de mesmo nome. Em 2002 fez uma reedição de 1991, quando não houve desfile em Manaus, e apresentou o samba "Marabaixo", considerado um dos melhores do samba de Manaus.
Em 2004 desfilou com o enredo sobre o Império de Tahuantynsuyo, dos Incas, com um samba contendo 16 palavras em Quíchua, língua materna dos Incas e falada até hoje no Peru. Em 2005, com um belo samba, falava sobre a cidade de Maués. Em 2006 homenageou a Rua Marechal Deodoro. 
A partir de 2007, a escola passou a seguir uma linha de enredos sobre a esquerda política, começando por uma homenagem à Juventude Socialista. A partir de 2008 migrou para o bairro de Santa Etelvina, na Zona Norte da cidade. Em 2010 homenageou os professores e em 2011, o município de Anamã.
No ano de 2012 abordou a história do Partido Comunista do Brasil em seus 90 anos de história. Em 2013 a Escola voltou a fazer seus ensaios em sua área histórica de fundação, onde hoje é o PROSAMIM, próximo à ponte da Avenida Leonardo Malcher. O enredo, em 2013, foi "Veja o mundo com bons olhos". Não desfilou em 2014 por causa da morte de seu baluarte, Ipujucan Gomes, ocorrida uma semana antes do desfile (21/02/2014). Em 2015 trouxe o enredo "Tributo ao Bom Malandro", homenageando seu fundador e ícone maior - Ipujucan Ferreira Gomes. Em 2016 a juventude foi o enredo, "A Força da Juventude". Em 2017, assim como outras 4 escolas da cidade, não desfilou. Em 2018 seu enredo homenageou o sambista, pesquisador e multimídia, professor  Daniel Sales, que há mais de três décadas também integra a escola de samba.
Em 2019 foi vice-campeã com a homenagem à Zazá, o "Rei" dos calçados folclóricos. Em 2020 homenageou a cidade de Santa Izabel do Rio Negro. Em 2021 não houve desfile em Manaus, em razão da Pandemia. Em 2022 versou sobre os 100 anos do PC do B. Em 2023 a escola homenageou o artista plástico parintinense, Karu. Em 2024 o enredo foi "Chegou a hora da Onça beber água" - que surgiu da ideia de uma criança, Daniel Sales Filho, à época com 7 anos de idade - uma alusão ao Amazonas F.C., Campeão brasileiro de futebol da Série C de 2023.

## Segmentos

### Presidentes
| Nome               | Mandato     | Ref.  |
| ------------------ | ----------- | ----- |
| Rui Moça           | 1981 - 1983 |       |
| Ipujucan Gomes     | 1984 - 2013 | [ 2 ] |
| Bosco das Letras   | 2015 - 2018 |       |
| Elizangela Almeida | 2019 -      |       |

### Presidentes de honra
| Nome           | Mandato     | Ref. |
| -------------- | ----------- | ---- |
| Ipujucan Gomes | 1984 - 2013 |      |

### Diretores
| Ano         | Diretor de Carnaval                | Diretor de harmonia    | Mestre de bateria  | Ref. |
| ----------- | ---------------------------------- | ---------------------- | ------------------ | ---- |
| 1995        | Ronaldo Marins                     | Danilo Gomes e Rigoney | Mestre China       |      |
| 1996 a 1998 | Comissão de Carnaval               | Rigoney                | Mestre Iron Maciel |      |
| 2000 a 2011 | Bosco das Letras                   | Rigoney e Danilo Gomes | Iron Maciel, Biju  |      |
| 2012 a 2015 | Bosco das Letras e Alessandro Dion | Suellen da 14 (2015)   | Iron Maciel        |      |
| 2016        | Alessandro Dion                    | Comissão               | Mestre Zizo        |      |
| 2017 a 2018 | Comissão de Carnaval               | Comissão               | Iron Maciel        |      |
| 2019        | Bosco das Letras                   | Sandréia               | Iron Maciel        |      |
| 2020        | Bosco das Letras                   | Sandréia               | Iron Maciel        |      |
| 2023        | Bosco das Letras                   | Sandréia               | Iron Maciel        |      |
| 2024        | Bosco das Letras                   | Comissão de Carnaval   | Iron Maciel        |      |

Carnavalescos
| 1995        | Ronaldo Marins                             |      |                  |
| 2000        | Bosco Souza                                |      |                  |
| 2001        | Bosco Souza, Daniel Sales e Adérson Jordão |      |                  |
| 2002        | Bosco Souza                                |      |                  |
| 2003        | Bosco Souza                                |      |                  |
| 2004        | Bosco das Letras e Joilton                 |      |                  |
| 2005        | Joilton e Elza Oliveira                    | 2006 | Bosco das Letras |
| 2007        | Eglisson Gomez                             |      |                  |
| 2008        | Bosco das Letras                           |      |                  |
| 2009        | Bosco das Letras                           |      |                  |
| 2010        | Chermo Fernandes                           |      |                  |
| 2011        | Chermo Fernandes                           |      |                  |
| 2013 a 2019 | Alessandro Dion                            |      |                  |
| 2020        | Chermo Fernandes                           |      |                  |
| 2023 a 2024 | Rodrigo Fernandes                          |      |                  |

### Coreógrafo
| Ano         | Nome                 | Ref. |
| ----------- | -------------------- | ---- |
| 1995 a 2015 | Aleixo               |      |
| 2016        | Comissão de Carnaval |      |

### Casal de Mestre-sala e Porta-bandeira
| Ano         | Nome                                 | Ref. |
| ----------- | ------------------------------------ | ---- |
| 1995 a 2002 | Bób e Dilza Veiga                    |      |
| 2003        | Bób e Andréa Lagoa                   |      |
| 2004        | Bob e Cleide Margarida               |      |
| 2006 a 2008 | Bób e Geanne Uchoa                   |      |
| 2009        | Emanoel Fernandes e Cleide Margarida |      |
| 2010 a 2013 |                                      |      |
| 2015        | Da Silva e Iderlane Lago             |      |
| 2016        | Vitor Calheiros e Helena Vieira      |      |
| 2018        |                                      |      |
| 2019        |                                      |      |
| 2020        | Sidnei Laranhaga e Aninha Laranhaga  |      |
| 2022        |                                      |      |
| 2023        | Rodrigo Fernandes e Alicia Silva.    |      |
| 2024        | Rodrigo Fernandes e Beatriz Félix    |      |
| 2025        |                                      |      |

### Corte de bateria
| Ano         | Rainha                 | Madrinha                        | Ref. |
| ----------- | ---------------------- | ------------------------------- | ---- |
| 1997 a 1998 | Yara Oliveira          |                                 |      |
| 2000 a 2003 | Milla Oliveira         |                                 |      |
| 2004        | Nayanne Europa         | Elza Oliveira e Taíza           |      |
| 2005        | Danielle Vesta         | Gilmara                         |      |
| 2006        | Danielle Vesta         |                                 |      |
| 2007        | Danielle Vesta         | Maria das Neves e Daniele Silva |      |
| 2008        | Danielle Vesta         |                                 |      |
| 2009        | Thayanna               |                                 |      |
| 2010 a 2012 | Ellen Juliana          |                                 |      |
| 2015        | Lícia-Fla              | Kellen Araújo                   |      |
| 2016        | Vitória Aleixo e Kelly | Tamara Oliveira                 |      |
| 2017        |                        |                                 |      |
| 2018        | Renatinha Cordeiro     |                                 |      |
| 2019        |                        |                                 |      |
| 2020        |                        |                                 |      |
| 2023        |                        |                                 |      |
| 2024        | Thaís                  |                                 |      |
| 2025        |                        |                                 |      |

## Carnavais
| Ano                                  | Colocação                                   | Grupo                     | Enredo | Carnavalesco           | Intérprete           | Ref   |
| ------------------------------------ | ------------------------------------------- | ------------------------- | --- | ---------------------- | -------------------- | ----- |
| 1980                                 | Hours Concours                              | Blocos - 2º Grupo         | Balbina: sonho ou realidade? Compositores: Carioca, Quintanilha e Alves. |                        |                      |       |
| 1981                                 | Vice-Campeão                                | Blocos - 2º Grupo         | Raízes Compositores: Rai, Nandinho e Carlinhos. |                        |                      |       |
| 1982                                 | Vice-Campeão                                | Blocos - 2º Grupo         | Minha Querida Manaus Compositores: Alves Cacheado, Quintanilha e Carioca. |                        |                      |       |
| 1983                                 | Campeão                                     | Blocos A                  | Carnaval no Polo Norte Compositores: Ipujucan, Deusimar e Sabá. |                        |                      |       |
| 1984                                 | Campeã                                      | 2º Grupo                  | Ouro e Matas Compositores: Carbajal, Cabeça e Noca. |                        |                      |       |
| 1985                                 | Campeã                                      | 2º Grupo                  | Madrugada: 30 anos |                        |                      |       |
| 1986                                 | 5º lugar                                    | 1º Grupo (Atual Especial) | O Filho da Terra | Ronaldo Borges Marinho |                      |       |
| 1987                                 | 6º lugar                                    | 1º Grupo (Atual Especial) | Deusa da Luz |                        |                      |       |
| 1988                                 | 6º lugar                                    | 1º Grupo (Atual Especial) | Ouro Negro |                        | Paulo Santos         |       |
| 1989                                 | 3º Lugar                                    | Especial                  | Um sonho quase Realidade |                        | Paulo Santos         |       |
| 1990                                 | 5º Lugar                                    | Especial                  | Verde que te quero ver-te |                        | Logo Nazário         |       |
| 1991                                 | Não houve desfile oficial em Manaus         | Especial                  | Marabaixo |                        | Logo Nazário         |       |
| De 1992 a 1994 a escola não desfilou |                                             |                           | |                        |                      |       |
| 1995                                 | 7º lugar                                    | Especial                  | Ianomami: a milenar convivência do homem com a natureza Compositor: Tiãozinho da Mocidade. | Ronaldo Marins         | Logo Nazário         |       |
| 1996                                 | Vice-Campeã                                 | 1                         | Amazônia: Esperança do Terceiro Milênio Compositores: Walmir da Mocidade, Agnaldo, Edmundo Soldado e Bruno Melodia. |                        | Logo Nazário         |       |
| 1997                                 | Vice-Campeã                                 | 1                         | A Ipixuna revive seus carnavais Compositor: Edvaldo Pagodinho. |                        | Logo Nazário         |       |
| 1998                                 | 4º lugar                                    | 1                         | Venho de Branco e Peço Paz Compositores: Paulo Santos e Claudinho. |                        | Logo Nazário         |       |
| 1999                                 | Não houve desfile oficial                   | 1                         | Os barcos da Esperança Compositor: Paulo Santos. |                        |                      |       |
| 2000                                 | Campeã (empate com outras três agremiações) | 1                         | 500 Anos de Brasil, De Lá para Cá, Ziriguidum Obá Obá! Where Samba Yayá - A História da Imigração | Bosco das Letras       | Daniel Sales         |       |
| 2001                                 | Campeã Hours Concours                       | 1                         | São Raymundo - Povo de Fé, Raça e Tradição, e no Campo dá Olé! Compositores: Daniel Sales, Bosco Souza e Logo Nazário. | Comissão               | Logo Nazário         |       |
| 2002                                 | 3º Lugar                                    | 1                         | Marabaixo | Comissão               | Logo Nazário         |       |
| 2003                                 | 3º Lugar                                    | 1                         | Mãos: Pra que ti Quero? Na Manha, no Toque... Na busca do aplauso Compositores: Daniel Sales e Bosco Souza. | Comissão               | Logo Nazário         |       |
| 2004                                 | 4º Lugar                                    | 1                         | Chicha: Uma Viagem pelo Império Inca Compositores: Daniel Sales, Bosco das Letras e Aôr Amorim. | Comissão               | Logo Nazário         |       |
| 2005                                 | Vice-Campeã                                 | 1                         | Maués: Terra do Guaraná, do Progresso e da Folia Compositores: Bosco das Letras, Daniel Sales, Jander dos Santos, Débora Rubim e Dr. Junhão. | Elza Oliveira          | Daniel Sales         |       |
| 2006                                 | Vice-Campeã                                 | 1                         | Marechal Deodoro: Já Fui a Rua das Flores, Hoje sou o Coração que Bate mais Forte em Manaus Compositores: Daniel Sales e Bosco das Letras. | Bosco das Letras       | Daniel Sales         |       |
| 2007                                 | 4º Lugar                                    | Acesso                    | A Juventude Socialista Compositores: Daniel Sales e Aôr Amorim | Comissão               | Daniel Sales         |       |
| 2008                                 | 7º Lugar                                    | 2                         | Sou Negro, Sou Cidadão, Sou Quilombo do Tambor em Novo Airão Compositor: Paulo Santos. | Comissão               | Paulo Santos         |       |
| 2009                                 | 5º Lugar                                    | Acesso                    | Mamãe me Embala Toda Prosa na Rede de Proteção à Pessoa Idosa Compositor: Paulo Santos. | Comissão               | Paulo Santos         |       |
| 2010                                 | 5º Lugar                                    | A                         | O SINTEAM faz 30 Anos na Educação Compositores: Daniel Sales, Agnaldo do Samba e Séfora. | Chermo Adhikary        | Agnaldo do Samba     | [ 1 ] |
| 2011                                 | 10º lugar                                   | Acesso                    | Anamã, Terra Linda, Terra Amada. Onde Encontro meu Maior Tesouro: Minha Felicidade Compositores: Marlon Oliveira, Daniel Sales, Bosco das Letras e Marden Gonçalves. | Chermo Adhikary        | Agnaldo do Samba     |       |
| 2012                                 | 5º Lugar                                    | Acesso B                  | A Ipixuna vem a mais de mil com o Partido Comunista do Brasil em seus noventa anos! - 1 , 2 , 3, 4, 5, 1000, e viva o Partido Comunista do Brasil Compositores: Daniel Sales, Iomar Japonês, Bosco das Letras e Aôr Amorim. Compositores: Bosco das Letras, Aor Amorim, Daniel Sales, Iomar Japonês e Brenner do Cavaco. | Comissão               | Agnaldo do Samba     | [ 3 ] |
| 2013                                 | 5º Lugar                                    | Acesso B                  | Veja a Vida com bons olhos Compositores: Daniel Sales e Aôr Amorim. | Alessandro Dion        | Agnaldo do Samba     |       |
| 2014                                 | Não desfilou                                | Acesso B                  | Dona Zuzu: Não deixe o tambor 'calar' Compositores: Daniel Sales e Aor Amorim. | Bosco das Letras       |                      |       |
| 2015                                 | 6º Lugar                                    | Acesso B                  | Tributo ao Bom Malandro: o Tigre do Samba Compositores: Aôr Amorim, Daniel Sales, Alcimar Macedo, Biro-Biro QC e Marcos Almeida. | Alessandro Dion        | Sandro Roberto       |       |
| 2016                                 | 6º Lugar                                    | Acesso C                  | "UNE/UBES, a luta pela Juventude" Compositores: Daniel Sales, Yan Evanovich, Bosco das Letras, Aôr Amorim, Biro-Biro Quebra-Copos, Marcos Almeida, Lene Rosas. | Alessandro Dion        | Fábio Jackson Marrom |       |
| 2017                                 | Não desfilou                                | Acesso C                  | Tem fogueira e tem balão e a Ipixuna na Avenida faz adivinhação Compositores: Daniel Sales e Aôr Amorim. | Alessandro Dion        | Daniel Sales         |       |
| 2018                                 | 5º lugar                                    | Acesso C                  | Daniel Sales: a Enciclopédia Compositores: Aôr Amorim, Iomar Japonês, Alcimar, Marcos Almeida, Brenner LP e Biro-Biro Quebra-Copos. | Alessandro Dion        | Fernando Silva       |       |
| 2019                                 | Vice-Campeã                                 | Acesso C                  | "Do real ao imaginário: Mestre Zazá e a sua fábrica de sonhos" Compositores: Aôr Amorim, Daniel Sales e Biro-Biro Quebra-Copos. | Alessandro Dion        | Renildo Julião       |       |
| 2020                                 | 4º lugar                                    | Acesso B                  | "Muito prazer, meu nome é Santa Isabel do Rio Negro, princesa do reino encantado Tapuruquaras, estrela maior do teto do Brasil." Compositores: Aôr Amorim, Daniel Sales e Biro-Biro Quebra-Copos. | Chermo Adhikary        | Ferrugem             |       |
| 2021                                 | Não houve desfile em Manaus (COVID)         | Acesso B                  | | Comissão de Carnaval   | Fábio Jackson Marrom |       |
| 2022                                 | LIVE -APRESENTAÇÃO                          | Acesso B                  | 100 anos do PC do B | Comissão de Carnaval   | Bosco das Letras     |       |
| 2023                                 | 5º lugar                                    | Acesso B                  | Karu - Toda Arte em Poesia Compositores: Aôr Amorim, Daniel Sales e Biro-Biro Quebra-Copos. | Comissão de Carnaval   | Fábio Jackson Marrom |       |
| 2024                                 | Vice-Campeã                                 | Acesso B                  | Chegou a hora da Onça beber água. Autores do Enredo: Daniel Sales e Daniel Sales Filho. Compositores do Samba de Enredo: Daniel Sales, Daniel Sales Filho, Leandrinho LV, Aôr Amorim e Biro-Biro Quebra-Copos. | Comissão de Carnaval   | Fábio Jackson Marrom |       |
| 2025                                 | 5º lugar                                    | Acesso B                  | A Cor do Inconsciente. Autor do Enredo: Bosco das Letras. Compositores do Samba de Enredo: Daniel Sales, Aôr Amorim, Daniel Filho, Biro-Biro Quebra Copos e Leandrinho LV. | Comissão de Carnaval   | Fábio Jackson Marrom |       |